# Bouviers honingzuiger
De Bouviers honingzuiger (Cinnyris bouvieri; synoniem: Nectarinia bouvieri) is een zangvogel uit de familie Nectariniidae (honingzuigers).

## Verspreiding en leefgebied
Deze soort komt voor van uiterst zuidoostelijk Nigeria tot Kameroen, Gabon, noordelijk Angola en westelijk Kenia.